# Allarme rosso (film 1985)
Allarme rosso (Warning Sign) è un film del 1985 diretto da Hal Barwood.

## Trama
California. All'interno della sezione numero 4 dell'istituto di ricerca Biotek scatta l'allarme rosso: una provetta con un pericoloso virus viene accidentalmente rotta e il germe si sparge nell'aria, infettando a morte alcuni scienziati e assistenti. Mentre uno sceriffo e il suo aiutante cercano di far luce sulla vicenda, si attivano le procedure di emergenza e l'edificio viene sigillato. Ma i sopravvissuti si accorgono ben presto che coloro che dovrebbero essere defunti non lo sono: anzi, divengono assetati di sangue.

## Distribuzione
Originariamente girato come film per le sale cinematografiche, in Italia è stato distribuito direttamente in videocassetta per il mercato dell'home video. Per il mercato italiano ne esiste una sola edizione in VHS.Esiste una versione in DVD con localizzazione italiana edita da koch Media 2012.